# Hedychridium krajniki krajniki
Hedychridium krajniki krajniki é uma subespécie de insetos himenópteros, mais especificamente de vespas pertencente à família Chrysididae.
A autoridade científica da subespécie é Balthasar, tendo sido descrita no ano de 1946.
Trata-se de uma subespécie presente no território português.